# Mount & Blade: Warband
Mount & Blade: Warband (укр. На коні й з мечем: Військо) — рольова відеогра, розроблена турецькою компанією TaleWorlds Entertainment. Mount & Blade: Warband є доповненням до гри Mount & Blade, яка вийшла восени 2008 року. Офіційним видавцем гри є Paradox Interactive. Російською локалізацією та видавництвом займались Snowball Studios, 1C та Софт Клаб. Офіційна українська локалізація відсутня, проте є неофіційні українізатори
Основною відмінністю Mount & Blade: Warband від оригіналу є наявність багатокористувацького режиму (мультиплеєру). Warband розширює оригінальну гру, вводячи шосту фракцію (Султанат Сарранідів), розширюючи політичні можливості, додаючи можливість для гравця створювати власну фракцію та додаючи багатокористувацькі режими. Відгуки про гру були загалом схвальні, а додавання багатокористувацького режиму було сприйнято гарними відгуками
Гра доступна для прямого завантаження з веб-сайту TaleWorlds, через сервіс Steam, як версія без DRM на GOG.com або як DVD із необхідною онлайн-активацією. Версії для macOS і Linux були випущені 10 липня 2014 року через Steam
З 31 січня 2014 року Paradox Interactive більше не є видавцем Warband і повернула права на її публікацію розробнику. Warband було потім випущено як для Xbox One, так і для PlayStation 4 у вересні 2016 року для більшості регіонів, а в Австралії та Новій Зеландії — 20 грудня 2016 року.

## Особливості гри

### Основи
Як і в першій грі, Mount & Blade: Warband — це рольова гра-пісочниця, дія якої відбувається в середньовічній країні Кальрадія. На початку гри гравець налаштовує персонажа та з'являється у світі. Подорожувати картою надземного світу можна, вказавши вказівник і клацнувши потрібне місце. Якщо гравець стикається з іншими сторонами, може відбутися бій, після чого гра переходить у режим реального часу. Якщо гравець виграє битву, його рівень слави зростає. Маючи достатню популярність, гравець може працювати на лордів, створювати власні володіння, атакувати міста та наймати більше солдатів. Гравець також може зустріти компаньйонів по всій карті, щоб додати здібності до свого бойового загону. Гра є нелінійною і не має встановлених цілей, але загальною метою є підкорення всієї Кальрадії.
Mount & Blade: Warband відмінюється особливою бойовою системою, дозволяючи гравцю їздити та битися на коні, в середньовіччі. Події відбуваються в псевдосередньовіччі, але фентезійні елементи відсутні.

#### Основні відмінності від оригінальноїMount & Blade
Нова рольова система дозволяє гравцю стати королем власного королівства, а також дарувати землі та приймати благородних лицарів в якості своїх васалів. Тепер в гравця є можливість одружитись на леді чи лордові (В залежності від статі вашого персонажу)
В гру додана нова фракція — Сарадинський султан, ставши образом арабських країн. Столиця — Шариз. Правитель — Султан Хакім. Мають кордони з Кершитським ханством та Королівством Родоків. Типи розбійників: пустельні (легка кіннота). Армія Сарадинського Султану різноманітна: важка кавалерія, середня піхота з дротиками та лучники. Претендент на трон Арва Жемчужна.

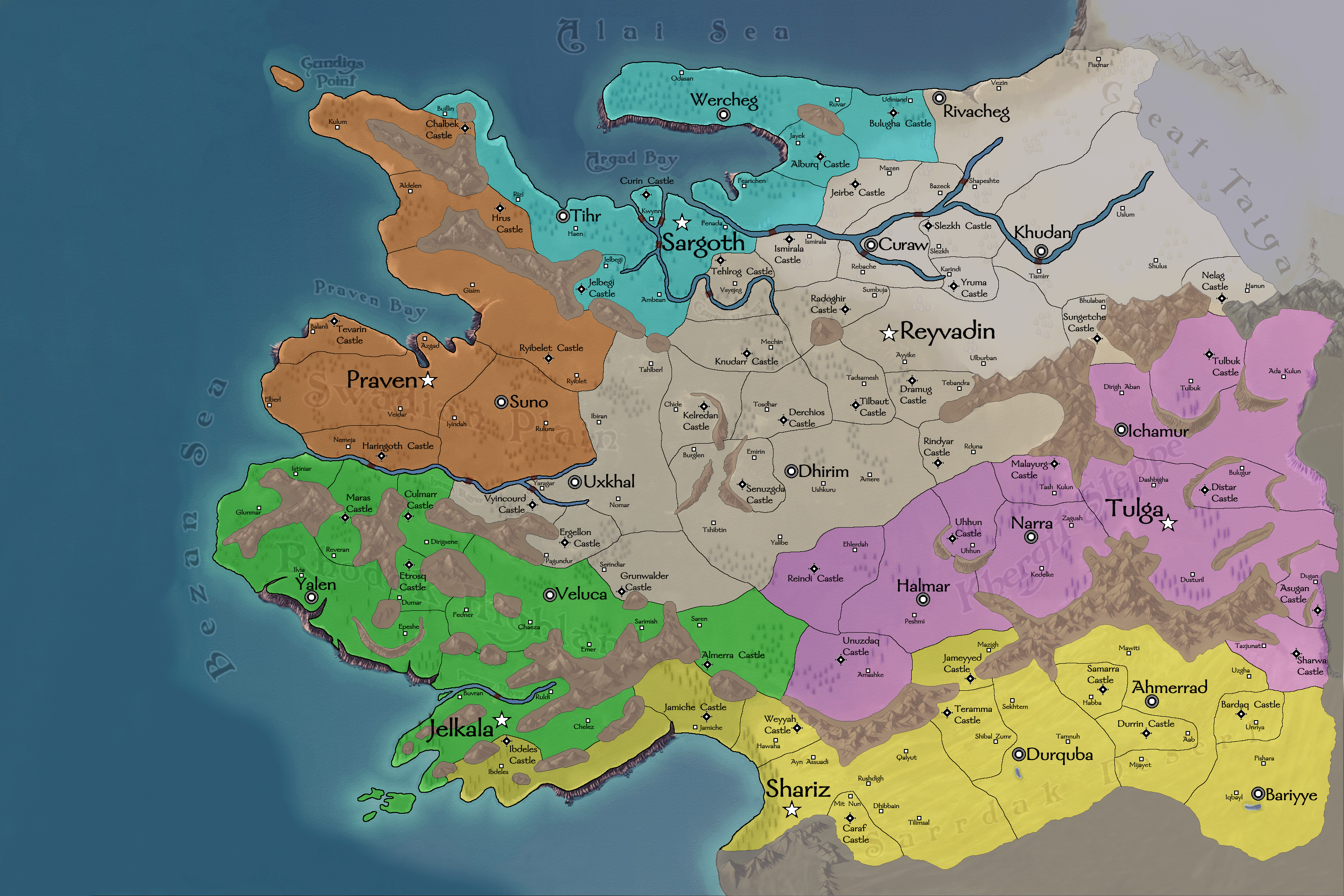
Мапа «Кальрадії». Ігрового світу гри

В грі перероблена бойова система, система парування та блокування щитом стала динамічніше. Метальну зброю можна було використовувати в близькому бою, а також збирати використані набої. Деякі види ударів холодною зброєю захищають від дзеркальних ударів противника.
Ігровий штучний інтелект став коректніше взаємодіяти з навколишнім середовищем, а також поводити себе більш свідомо в залежності від ситуації на полі бою. В загонів заявилась мораль, через низькі показники якої вони можуть бігти з поля бою або дезертувати з армії. Дипломатія фракцій стала більш розгалуженою та різноманітною. Також правителі країн можуть вигнати васалів і забирати в них володіння, але і самі васали можуть змінювати сюзерена, якщо їх щось не влаштовує.

### Розвиток персонажа
Вбивство ворогів дає персонажу досвід. Після накопичення певної кількості досвіду персонаж отримував новий рівень. Кожний рівень дає по одному очку характеристики та вмінь і 10 очок володінню зброєю (що вища навичка зброї — то більше очок володіння зброєю необхідно вкласти). Максимальне значення характеристик — 63, вмінь — 10, володіння зброєю — 460 для підвищення рівня з допомогою очок і 1000 (майже недосяжний абсолютний максимум) для підвищення рівня з допомогою тренувань. Володіння зброєю робить приціл більш точним (луки, арбалети, метальна зброя) або збільшує швидкість зброї (одноручної, дворучної, древкової).

### Багатокористувацький режим
В Mount & Blade: Warband присутній багатокористувацький режим, підтримуючий до 64 гравців на одній карті. Однак, майже одразу після релізу з'явились модифікації, збільшуючи максимальну кількість гравців до 200. У новому багатокористувацькому режимі всі RPG і елементи карт видаляються з одиночного режиму, замість цього зосереджується на прямих боях. Усім гравцям надається збалансований «шаблон» персонажа (який можна змінювати для кожного сервера) на основі трьох загальних типів зброї досучасної епохи: стрільба з лука, кавалерія та піхота. Персонажі налаштовуються шляхом придбання обладнання, доступного для обраної фракції, причому краще обладнання купується після заробітку динарів (грошової валюти) у багатокористувацьких матчах. Немає жодного зв'язку між багатокористувацькими і однокористувацькими персонажами, а також неможливо підвищити рівень багатокористувацького персонажа або змінити його характеристики за допомогою шаблонів (окрім як шляхом покупки обладнання). В оригінальній версії Warband було включено вісім багатокористувацьких режимів. Більшість із них були схожі на режими шутерів від першої особи (наприклад, командні битви та захоплення прапора), хоча й інші режими, як-от облоги замку з основної гри, також включені. Деякі модифікації надають додаткові режими гри. Сам бій залежить від класу. Рукопашний бій складається з чотирьох напрямків атаки: вгору, вниз, ліворуч і праворуч, а також чотирьох напрямків блокування, які є такими ж, як атаки. Деяку холодну зброю можна використовувати лише в двох напрямках атаки, які є вгору та вниз, а деякі не можуть блокувати, наприклад, певні ножі, які неможливо отримати з меню спорядження. Декілька режимів бою: Зкорення, Битва, Захоплення прапору, Захоплення, Командний бій до смерті, Дуель та Облога. В мультиплеєрі гри існують клани, проводяться турніри.

## Доповнення

### Napoleonic Wars
Napoleonic Wars — це DLC, орієнтоване на багатокористувацьку гру (деякі аспекти для одного гравця), розроблений Flying Squirrel Entertainment для Mount & Blade: Warband, дія якого відбувається в останні роки наполеонівських війн. У ньому представлені історичні битви Епоха Наполеона за участю до 200 гравців із понад 220 унікальними історичними одиницями, керованими гарматами, руйнівним середовищем і шістьма країнами на вибір: Франція, Великобританія, Пруссія, Австрійська імперія, Російська імперія та Рейнбунд (останній доданий у 1.2 патч). DLC вийшло 19 квітня 2012 року. Багатокористувацька гра обертається навколо таких режимів гри, як командний бій на смерть, бій на смерть, облога, захоплення прапора, дуель, битва та битва командира. Існують також організовані спільнотою події, які протистоять створеним гравцями «полкам» у війні першого покоління, яка намагається імітувати реалістичні умови наполеонівської війни. Більшість цих полків базуються на реальних полках часів наполеонівських війн. Полки працюють разом, щоб створити організовані заходи, такі як бойові дії та облоги. Більшість подій є випадковими, але є змагальні ліги спільнот, які проводять турніри між полками. Команда розробників Napoleonic Wars була сформована з групи, яка створювала Mount & Musket, мод для Mount & Blade: Warband. З моменту випуску гри її кілька разів виправляли, додаючи до гри більше вмісту: моряків і морських піхотинців, а також придатних для використання шхун і баркасів, а також медиків. Наполеонівські війни отримали «схвальні» відгуки згідно з веб-сайтом зібраних оглядів Metacritic.

### Viking Conquest
Viking Conquest — це DLC для одиночної та багатокористувацької гри. Він розроблений командою TaleWorlds Entertainment і Brytenwalda, яка відома своїм однойменним модом. Події Viking Conquest відбуваються в ранньому середньовіччі і дозволяють гравцеві досліджувати Британські острови, Фризію та Скандинавію. У ньому є сюжетний режим, де гра базується на історії, а вибір гравця впливає на результат, а також режим пісочниці, схожий на оригінальну гру Mount and Blade, у якій гравець може вільно пересуватись, створювати своє королівство, як у звичайній версії. Перші кадри ігрового процесу з TaleWorlds показали новий морський бій, де гравець буде битися на кораблях і човнах. Він був випущений для публіки 11 грудня 2014 року та отримав «середні» відгуки згідно з Metacritic.
«Reforged Edition», яке обіцяло покращити багато аспектів гри, було випущено 24 липня 2015 року.

## Портування на PlayStation 4 and Xbox One
Консольний порт був оголошений у 2016 році для випуску 16 вересня 2016 року, який буде опубліковано в Європі Ravenscourt. Порт не мав мати серйозних оновлень порівняно з оригіналом, і не мав DLC Viking Conquest та Napoleonic Wars. Модифікація не підтримується в портованих версіях. Цифрова версія була випущена в Європі 16 вересня 2016 року.

## Ігровий рушій
На відміну від оригіналу, в грі реалізована технологія HDR та повноекранне погладжування (FSAA), а також покращилася деталізація персонажів, латів та зброї. Додані нові анімації бою, зроблені за допомогою методу motion capture.
«Кавалерійська» RPG Mount & Blade зібрала навколо себе міцну армію фанатів. Користуючись незашифрованими ресурсами вони створили безліч серйозних модифікацій — глобальних налаштувань та окремих світів зі своїм картами та фракціями.

## Розробка гри
Влітку 2009 року розробник TaleWorlds оголосив про початок відкритого бета-тестування гри. В лютому 2010 тестування стало публічним для власників ліцензійного ключа.

## Відгуки
| Агрегатор  | Оцінка | Оцінка | Оцінка |
| Агрегатор  | PC     | PS4    | XONE   |
| ---------- | ------ | ------ | ------ |
| Metacritic | 78/100 | 67/100 | 59/100 |

| Видання                                  | Оцінка | Оцінка | Оцінка |
| Видання                                  | PC     | PS4    | XONE   |
| ---------------------------------------- | ------ | ------ | ------ |
| GameSpot                                 | 7.5/10 | Н/Д    | Н/Д    |
| GameZone                                 | 8/10   | Н/Д    | Н/Д    |
| IGN                                      | 8.1/10 | Н/Д    | 6.8/10 |
| PlayStation Official Magazine — UK       | Н/Д    | 7/10   | Н/Д    |
| Official Xbox Magazine (Велика Британія) | Н/Д    | Н/Д    | 7/10   |
| PALGN                                    | 8/10   | Н/Д    | Н/Д    |
| PC Format                                | 67 %   | Н/Д    | Н/Д    |
| PC Gamer (Велика Британія)               | 83 %   | Н/Д    | Н/Д    |
| PC Zone                                  | 70 %   | Н/Д    | Н/Д    |

Версія Warband для ПК отримала «загалом схвальні відгуки», тоді як версії для PlayStation 4 і Xbox One отримали «змішані або середні відгуки», згідно з Metacritic. Як і її попередник, Warband хвалили як недорогу гру з більшою реіграбильністю та тривалістю, ніж більшість сучасних ігор студій. Проте дехто вважав, що опис Warband як сиквела є надмірним і що гру краще описати як «окреме розширення» або вдосконалену версію оригінальної Mount & Blade. Особливістю, яку найбільше похвалили, було включення мультиплеєра, причому ComputerGames.ro описав це як «саме те, чого не вистачало його попереднику», тоді як Нік Колан з IGN заявив, що ця функція є «можливо, головною причиною існування розширення». Mod DB присудила їй нагороду «Вибір редакції: найкраща багатокористувацька інді-гра 2010 року».
Рецензенти відзначили невелику кількість багатокористувацьких карт і режимів, а також дисбаланс, присутній у деяких з них, хоча огляд ComputerGames.ro припустив, що схвальна позиція розробників щодо модифікації призведе до вирішення цих проблем. Колан підкреслив дружнє ставлення спільноти порівняно з іншими багатокористувацькими іграми, хоча Алекс Юе з Gamer Limit і Крістофер Рік з Gamers Daily News виявили, що в будь-який час буде працювати лише невелика кількість серверів, і вони не завжди будуть повністю заповнені можливими 64 гравцями. Юе також вважав, що людям, які володіли оригінальною Mount & Blade і не цікавилися функцією багатокористувацької гри, краще не купувати Warband, оскільки це було єдина варта нова зміна. Кілька оглядів виявили, що графіка, хоч і краща в порівнянні з оригіналом, але погано порівнюється з іншими іграми. Огляд IGN стверджує, що «схоже, [Warband] був випущений десять років тому». Бретт Тодд з GameSpot прокоментував, що були деякі «мальовничі» сцени серед усіх загалом «застарілих візуальних зображень», тоді як Рік відкидав потребу у високоякісній графіці, оскільки він вважав, що якість ігрового процесу є важливішою. Тодд негативно прокоментував відсутність розробки для режиму для одного гравця, стверджуючи, що хоча нова фракція та політичні квести були додані до оригіналу, грі бракує глибини та фону інших рольових відеоігор, а відкритий світ і крутий процес навчання може налякати деяких гравців.